# Дмитриев, Антон Степанович
Антон Степанович Дмитриев (29 января 1898 года, село Рождество, ныне Измалковский район, Липецкая область — 18 декабря 1968 года, Москва) — советский военный деятель, Генерал-майор (5 октября 1944 года).

## Начальная биография
Антон Степанович Дмитриев родился 29 января 1898 года в селе Рождество ныне Измалковского района Липецкой области.

## Военная служба

### Первая мировая и гражданская войны
В мае 1917 года был призван в ряды Русской Императорской армии, после чего принимал участие в боевых действиях на Юго-Западном фронте. В декабре того же года был демобилизован из рядов армии в чине младшего унтер-офицера.
В мае 1918 года вступил в ряды РККА, после чего был назначен на должность помощника военного руководителя Становлянского волостного военкомата (Елецкий уезд, Орловская губерния). В марте 1919 года был направлен на учёбу на 1-е Елецкие пехотные курсы, после окончания которых в октябре того же года был назначен на должность командира роты в 81-м пехотном полку (13-я армия, Южный фронт), в феврале 1920 года — на должность командира роты 18-го отдельного батальона ВОХР, в июле — на должность командира роты 3-го запасного стрелкового полка (Юго-Западный фронт), а в августе — на должность командира роты 1-го рабочего полка (Украинская трудовая армия). Дмитриев принимал участие в боевых действиях на Южном и Юго-Западном фронтах, а весной 1921 года — в подавлении восстания под руководством А. С. Антонова в Тамбовской губернии.

### Межвоенное время
В декабре 1921 года был направлен на учёбу в Киевскую высшую военную школу, после окончания которой с октября 1923 года исполнял должность помощника командира роты 16-го стрелкового полка (6-я стрелковая дивизия), дислоцированной в Белгороде.
В 1924 году закончил Ленинградскую высшую школу физического образования имени В. И. Ленина.
В октябре 1927 года был направлен на учёбу в Военную академию имени М. В. Фрунзе, после окончания которой в мае 1930 года был назначен на должность начальника штаба 12-го Туркестанского стрелкового полка (Ленинградский военный округ), дислоцированный в Пушкине, в мае 1931 года — на должность начальника 1-й части штаба Приграничного района Ленинградского гарнизона, в апреле 1936 года — на должность командира 270-го стрелкового полка (90-я стрелковая дивизия), а в мае 1939 года — на должность начальника штаба 14-й стрелковой дивизии, после чего принимал участие в ходе боевых действий во время советско-финской войны.
В августе 1940 года был назначен на должность начальника отдела укреплённых районов штаба Ленинградского военного округа.

### Великая Отечественная война
С началом войны Антон Степанович Дмитриев находился на прежней должности.
В октябре 1941 года был назначен на должность начальника штаба 13-й стрелковой дивизии, которая принимала участие в ходе оборонительных боевых действий в районе города Пулково, при прорыве блокады па шлиссельбургском направлении, в боевых действиях у населенных пунктов Синявино и Красный Бор.
В июне 1943 года полковник Дмитриев был назначен на должность заместителя начальника штаба по вспомогательным пунктам управления 23-й армии, а в декабре того же года — на должность начальника штаба 117-го стрелкового корпуса, который принимал участие в ходе Ленинградско-Новгородской, Нарвской, Таллинской, Выборгской, Сандомирско-Силезской и Верхнесилезской наступательных операций.
За правильную организацию управления войсками и проявленные при этом мужество, настойчивость и полю при выполнении поставленных задач Антон Степанович Дмитриев был награждён орденами Красного Знамени и Отечественной войны 1 степени, а также 5 октября 1944 года было присвоено воинское звание «генерал-майор».
С 15 апреля но 12 мая 1945 года временно командовал 117-м стрелковым корпусом, который вёл тяжёлые оборонительные боевые действия в районе юго-западнее Бреслау, а с 6 мая принимал участие в ходе в Пражской наступательной операции, во время которой 7 мая был освобождён город Штригау.

### Послевоенная карьера
После окончания войны генерал-майор Дмитриев состоял в распоряжении Военного совета Центральной группы войск, а затем — в резерве Ставки Верховного Главнокомандования при Высшей военной академии имени К. Е. Ворошилова.
В августе 1945 года был прикомандирован к Военной академии имени М. В. Фрунзе и в ноябре был назначен на должность старшего преподавателя кафедры общей тактики, в мае 1947 года — на должность старшего преподавателя по оперативно-тактической подготовке — тактического руководителя учебной группы основного факультета, а в июле 1951 года — на должность старшего тактического руководителя кафедры тактики высших соединений.
В октябре 1951 года Дмитриев был направлен на учёбу в адъюнктуру при Военной академии, после окончания которой с января 1955 года исполнял должности старшего преподавателя кафедры тактики высших соединений и кафедры оперативно-тактической подготовки.
Генерал-майор Антон Степанович Дмитриев в октябре 1958 года вышел в запас. Умер 18 декабря 1968 года в Москве.

## Награды
- Орден Ленина;
- Пять орденов Красного Знамени;
- Орден Отечественной войны 1 степени;
- Орден Красной Звезды;
- Медали.